# Rozdroże pod Przedziałem
Rozdroże pod Przedziałem – szeroka przełęcz na wysokości ok. 1030 m n.p.m., w Sudetach Zachodnich, w Karkonoszach, w północno-zachodniej części Śląskiego Grzbietu.
Przełęcz położona jest w bocznym ramieniu odchodzącym od Mumlawskiego Wierchu ku północy. Grzbiet ten od Przedziału skręca na zachód i kończy się Babińcem.
Przełęcz jest dobrze widoczna w terenie, oddziela Przedział od Babińca. Na północny zachód od Rozdroża leżą Owcze Skały.

## Szlaki turystyczne
Przez Rozdroże przechodzi szlak turystyczny:
- zielony szlak turystyczny z Jakuszyc na Halę Szrenicką.